# Nida Tüfekçi
Mehmet Nida Tüfekçi, est un joueur de saz et chanteur turc né le 1er mars 1929 dans la sous-préfecture d’Akdağmadeni de la région de Yozgat en Turquie et mort le 18 septembre 1993.

## Biographie
Venu au monde dans une famille musicienne, il prend ses premiers cours de musique avec son père vers l’âge de six ou sept ans. Comme son saz est plus grand que lui, il doit en appuyer la caisse de résonance contre le mur pour pouvoir en jouer.
Comme il n’y a pas de lycée dans sa sous-préfecture, il continue sa scolarité à Ankara où il fait la connaissance de Muzaffer Sarısözen.
Tout en poursuivant ses études, il participe comme chanteur et joueur de saz à l’émission Yurttan sesler (Voix de la patrie) à la radio d’Ankara à partir de 1947 où il fait découvrir un nouveau style de jeu (tavır), le style sürmeli caractérisé par une combinaison de trille et de trémolo très rapide sur les notes longues. 
Il réussit le concours d’entrée de la radio d’Ankara en 1953 pour accompagner le chœur. En 1959 il est nommé à la radio d’İstanbul, et gravit les échelons pour devenir directeur de la musique de la Radio-Télévision nationale turque, TRT en 1974, poste dont il démissionne en 1976.
La même année il participe à la création du Conservatoire d’État de musique turque d’İstanbul (İstanbul Türk Musikisi Devlet Konservatuvarı), et y enseigne le bağlama et diverses matières en rapport avec la musique populaire turque.
Au cours de sa carrière il aura participé à de nombreuses émissions de radio et de télévision en tant que producteur ou de chef d’orchestre, et donné de nombreuses conférences. Il donne des concerts-conférences sur la musique populaire turque en 1974 en Yougoslavie et en 1976 au Japon. En 1991, il reçoit le titre d’Artiste d’État du gouvernement turc.
À l’instar d’un Bartók ou d’un Kodály, Nida Tüfekçi aura également transcrit plus de mille mélodies populaires (türkü).

## Discographie
- Bağlama ile oyun havaları (Musiques de danse au bağlama), 1987 Coşkun Plak.
- Yozgat sürmelisi (Sürmeli de Yozgat), 1987 Coşkun Plak.
- Sürmeli, 1998,